# Lauren German
Lauren Christine German (Huntington Beach, California, 29 de noviembre de 1978) es una actriz estadounidense, más conocida por haber interpretado a Beth en la película Hostel: Part II, a Belinda en la película A Walk to Remember, a Leslie Shay en la serie Chicago Fire (serie de televisión) y a Chloe Decker en la serie de televisión Lucifer.

## Biografía
German nació en Huntington Beach, California. Su padre es un cirujano vascular, por lo que German dijo que creció en hospitales y en torno a terminología médica y equipos. Su abuelo paterno, James German, era neerlandés (nacido en Ámsterdam en 1909, emigró a los Estados Unidos con su familia cuando era niño). El resto de la ascendencia de Lauren es inglesa. Asistió a la preparatoria Los Alamitos y a la preparatoria de artes del condado de Orange, luego se inscribió en la Universidad del Sur de California, donde estudió antropología.

## Carrera
Sus primeros trabajos fueron en las obras de teatro Peter Pan y Oliver.
Entre 1999 y 2002, apareció como invitada en series como Undressed, 7th Heaven y Going to California.
En 2000, hizo su debut en el cine cuando apareció con un pequeño papel en la película Down to You.
En 2001, apareció en los pilotos de Shotgun Love Dolls donde dio vida a Beth. 
En 2002, se unió al elenco de A Walk to Remember donde interpretó a Belinda, la exnovia de Landon Carter (Shane West). Ese mismo año apareció en Dead Above Ground como Darcy Peters y A Midsummer Night's Rave, donde interpretó a Elena.
En 2003, obtuvo un pequeño papel en la película de horror The Texas Chainsaw Massacre donde interpretó a una joven autoestopista. Ese mismo año dio vida a Emily Landry en la película The Lone Ranger.
En 2005, encarnó Gertle en Piggy Banks. También apareció en Standing Still como Jennifer. Igualmente hizo parte de la serie de televisión Sex, Love & Secrets donde interpretó a Rose Miller.
En 2006 dio vida a Maddy en Surrender, Dorothy.
En 2007 estuvo en el elenco de It Is Fine! Everything Is Fine, donde interpretó a Ruth, una joven que se encontraba en una silla de ruedas. También obtuvo el papel principal en la cinta de terror Hostel: Part II como Beth, una joven que es secuestrada por un grupo de psicópatas que asesinan gente por puro gusto e intentan matarla a ella.
En 2011 estuvo durante algunos capítulos de la segunda temporada de la serie policíaca Hawaii Five-0 como Lori Weston. Posteriormente, apareció en The Divide en el papel de Eva, una de las pocas sobrevivientes de un apartamento luego de que una serie de explosiones nucleares ocurrieran en Nueva York.
En 2012 participó como protagonista de la serie Chicago Fire como la paramédica Leslie Shay, hasta 2014, cuando su personaje murió luego de las heridas que sufrió al quedar atrapada en una explosión. Pero en 2014 interpretó nuevamente a Leslie en la serie policíaca Chicago P.D., que es un spin-off de Chicago Fire.            
En 2016 protagonizó la serie Lucifer, interpretando a la detective de homicidios Chloe Decker, quien luego de conocer a Lucifer Morningstar (el diablo) comienza a trabajar con él para resolver crímenes y atrapar a los culpables.

## Filmografía

### Series de televisión
| Año       | Título                             | Personaje            | Notas                                    |
| --------- | ---------------------------------- | -------------------- | ---------------------------------------- |
| 2000      | Undressed                          | Kimmy                | -                                        |
| 2001      | 7th Heaven                         | Marie                | episodio "Apologize"                     |
| 2002      | Going to California                | Tiffany              | episodio "A Little Hard in the Big Easy" |
| 2005      | Sex, Love & Secrets                | Rose Miller          | Ocho episodios                           |
| 2010      | Happy Town                         | Henley Boone / Chloe | Ocho episodios                           |
| 2011      | Human Target                       | Angie Anderson       | episodio "Kill Bob"                      |
| 2011      | Memphis Beat                       | Kaylee Slater        | Dos episodios                            |
| 2011-2012 | Hawaii Five-0                      | Lori Weston          | Protagonista (2.ª Temporada)             |
| 2014      | Chicago P.D.                       | Leslie Shay          | Dos episodios                            |
| 2012-2015 | Chicago Fire (serie de televisión) | Leslie Shay          | Protagonista 49 episodios                |
| 2016-2021 | Lucifer                            | Det. Chloe Decker    | Protagonista 93 episodios                |

### Películas
- Down to You (2000) como Lovestruck Woman.
- Shotgun Love Dolls: "Pilot" (2001) como Beth.
- A Walk to Remember (2002) como Belinda.
- Dead Above Ground (2002) como Darcy Peters.
- A Midsummer Night's Rave (2002) como Elena.
- The Lone Ranger (2003) como Emily Landry..
- The Texas Chainsaw Massacre (2003) como Chica adolescente.
- ℞: aka Simple Lies (2005) como Melissa.
- Standing Still (2005) como Jennifer.
- Piggy Banks: aka Born Killers (2005) como Gertle.
- Surrender, Dorothy (2006) como Maddy.
- It Is Fine. Everything Is Fine! (2007) como Ruth.
- Spin (2007) como Cassie.
- Love and Mary (2007) como Mary.
- Hostel: Part II (2007) como Beth.
- What We Do Is Secret (2007) como Belinda Carlisle.
- Mating Dance (2008) como Abby.
- Made for Each Other (2009) como Catherine.
- Dark Country (2009) como Gina.
- The Divide (2011) como Ev.

### Teatro
| Año | Obra      | Notas |
| --- | --------- | ----- |
| -   | Oliver    | -     |
| -   | Peter Pan | -     |

## Premios y nominaciones
| Año  | Categoría                          | Premio                | Serie                              | Resultado |
| ---- | ---------------------------------- | --------------------- | ---------------------------------- | --------- |
| 2015 | Favorite TV Character We Miss Most | People's Choice Award | Chicago Fire (serie de televisión) | Nominada  |